# Antenore Cuel
Antenore Cuel (Folgaria, 27 marzo 1922 – Folgaria, 21 febbraio 2018) è stato un fondista e sciatore di pattuglia militare italiano.

## Biografia
Nato nel 1922 a Folgaria, in Trentino, iniziò a praticare lo sci di fondo a 12 anni.
A 25 anni prese parte alle Olimpiadi di Sankt Moritz 1948, nell'evento dimostrativo di pattuglia militare, terminando 4º con il tempo di 2h52'03"0 insieme ad Aristide Compagnoni, Giacinto De Cassan e Costanzo Picco.
4 anni dopo partecipò ai Giochi olimpici di Oslo 1952, stavolta nello sci di fondo, nella 50 km, chiudendo 19º con il tempo di 4h16'26".
Ai campionati italiani vinse l'oro nella 50 km nel 1952. Si ritirò in quell'anno, a 30 anni.
Morì nel 2018, a 95 anni.